# 拉塞尔·克罗斯
小拉塞尔·克罗斯（英語：Russell Cross Jr.，1961年9月5日—），美国NBA联盟前职业篮球运动员。他在1983年的NBA选秀中第1轮第6顺位被金州勇士选中。